# Индык, Павел Викторович
Павел Викторович Индык (род. 16 декабря 1972, РСФСР, СССР) — российский военнослужащий, в звании генерал-лейтенант. Первый заместитель командующего Центральным округом войск национальной гвардии Российской Федерации. Герой Российской Федерации.

## Биография
Павел родился 16 декабря 1972 года в России.
С 1990 года был на военной службе. Индык поступил в Новосибирское высшее военное командное училище Внутренних войск Министерства внутренних дел России (ныне — Новосибирский ордена Жукова военный институт имени генерала армии И. К. Яковлева войск национальной гвардии Российской Федерации), которое окончил в 1994 году.
С 1994 года служил на командных должностях во Внутренних войсках МВД России, а с 2016 года служил в войсках Национальной гвардии Российской Федерации (Росгвардия).
В последующие годы командовал 34-м отрядом специального назначения «Смерч» Северо-Кавказского регионального командования Внутренних войск МВД России в городе Грозный. В сентябре 2012 года поступил на факультет Внутренних войск МВД России Общевойсковой академии Вооружённых сил Российской Федерации, по окончании которой продолжал командовать частями Внутренних войск МВД России. С 2016 года — войска Росгвардии.
С января 2017 по сентябрь 2019 года — командир 50-й отдельной бригады оперативного назначения Северо-Кавказского (с 2017 года — Южного) округа Росгвардии (пункт дислокации — в посёлке Казачьи Лагери Октябрьского района Ростовской области). С 2019 года — первый заместитель командующего Центральным округом Росгвардии (штаб округа — в городе Москва).
Принимал участие в боевых действиях на территории Чеченской Республики, а также участвовал во вторжении России на Украину, начавшемся 24 февраля 2022 года.

## Звания и награды
- Герой Российской Федерации (Указом Президента Российской Федерации («закрытым») от 11 июня 2022 года за мужество и героизм, проявленные при исполнении воинского долга, генерал-майору Индыку Павлу Викторовичу присвоено звание Героя Российской Федерации с вручением особого знака отличия — медали «Золотая Звезда». Медаль «Золотая Звезда» была вручена Герою 26 сентября 2022 года директором Росгвардии генералом армии В. В. Золотовым на торжественной церемонии в Георгиевском зале Эрмитажа (город Санкт-Петербург).
- Орден «За заслуги перед Отечеством» 4-й степени (28.11.2019)
- Орден Мужества (2); (1995, 2002)
- Медаль Суворова (2000)
- Имеется ряд других государственных наград.